# Aleksandar Atanacković
Aleksandar Atanacković, in serbo Aлександар Aтанацковић? (Belgrado, 29 aprile 1920 – Belgrado, 12 marzo 2005), è stato un calciatore jugoslavo, di ruolo centrocampista.

## Palmarès

### Giocatore

#### Club
- Campionato jugoslavo: 2

Partizan: 1946-1947, 1948-1949
- Coppa di Jugoslavia: 3

Partizan: 1946-1947, 1952, 1953-1954

#### Nazionale
- Argento olimpico: 1

Londra 1948